# Arcaea
Arcaea é um jogo de ritmo que se passa em um mundo esquecido e conta a história de duas meninas sem memórias perdidas naquela dimensão. O jogo foi desenvolvido e publicado por Lowiro (estilado em caixa baixa), um desenvolvedor de Londres, no Reino Unido.
O jogo foi inicialmente publicado nas plataformas móveis iOS e Android em 9 de março de 2017. Em 15 de fevereiro de 2022, o aplicativo alcançou 8 milhões de downloads em todo o mundo. Uma versão single-player do jogo foi lançada para Nintendo Switch, disponível na eShop em 18 de maio de 2021.

## Jogabilidade
O jogo tem 5 dificuldades: Past, Present, Future, Eternal e Beyond (abreviado para PST, PRS, FTR, ETR e BYD). Tem uma escala de dificuldade de 1 a 12, com 7, 8, 9 e 10 tendo variantes + (por exemplo, Future 9+).
O jogo é lançado com 11 músicas e três dificuldades separadas que representam tempos, como Passado, Presente e Futuro. O jogo apresenta trilhas sonoras repletas de músicas de renomados artistas underground japoneses, como Camellia, Hommarju, Feryquitous, HiTECHNINJA, Ginkiha e t+pazolite, entre outros destacados nomes. O título colaborou com vários títulos de jogos de ritmo japoneses, como Groove Coaster 4MAX da TAITO e O.N.G.E.K.

## Recepção
Eric Ford, do TouchArcade, diz que tem "um estilo de arte incrível combinado com músicas muito animadas e um toque agradável na fórmula rítmica tradicional". Mas ele também mencionou que alguns elementos do jogo podem tornar o jogo potencialmente difícil.